# Cypripedium guttatum
Espèce
Statut de conservation UICN

 LC  : Préoccupation mineure
Statut CITES
Cypripedium guttatum est une espèce d'orchidées du genre Cypripedium.